# Салоте Тупоу III
Салоте Тупоу III (13 марта 1900, Нукуалофа — 16 декабря 1965, Окленд, Новая Зеландия) — королева Тонга из династии Тупоу, правившая с 1918 года.
19 сентября 1917 году будущая королева вышла замуж за своего отдалённого родственника — достопочтенного Тамаси’и ’Уилиаме Тунги Тупоулахи Маилефили Туку’ахо (1887—1941), позже — министр иностранных дел и премьер Тонга.
11 октября 1918 года была коронована в качестве королевы под именем Салоте Тупоу III. Она провела сельскохозяйственную реформу, наладила системы здравоохранения и образования, радела о сохранении и развитии традиционных ремёсел.
Стала известна всему миру 2 июня 1953, когда приняла участие в коронации королевы Елизаветы II. Три миллиона зрителей стояли на улицах Лондона вдоль пути торжественной процессии, прямую телетрансляцию этого события наблюдали десятки миллионов людей планеты. Во время коронации пошёл сильный дождь, сквозь тесные струи которого можно было разглядеть лишь крытые экипажи кортежа, в которых почётные гости следовали за золотой каретой Елизаветы. Лишь в одном из экипажей был откинут верх. Внутри сидела крупная чернокожая женщина (ростом 1,91 м), и, невзирая на холодный ливень, улыбалась промокшим до нитки зрителям, приветливо махая им рукой.
Скончалась 16 декабря 1965 года, в 00:15 по местному времени, но поскольку на Тонга новый день наступает одним из первых (королевство лежит рядом с линией перемены дат), во всем остальном мире было ещё 15 декабря. Из-за этого дата её смерти в разных источниках датируется или 15, или 16 декабря.

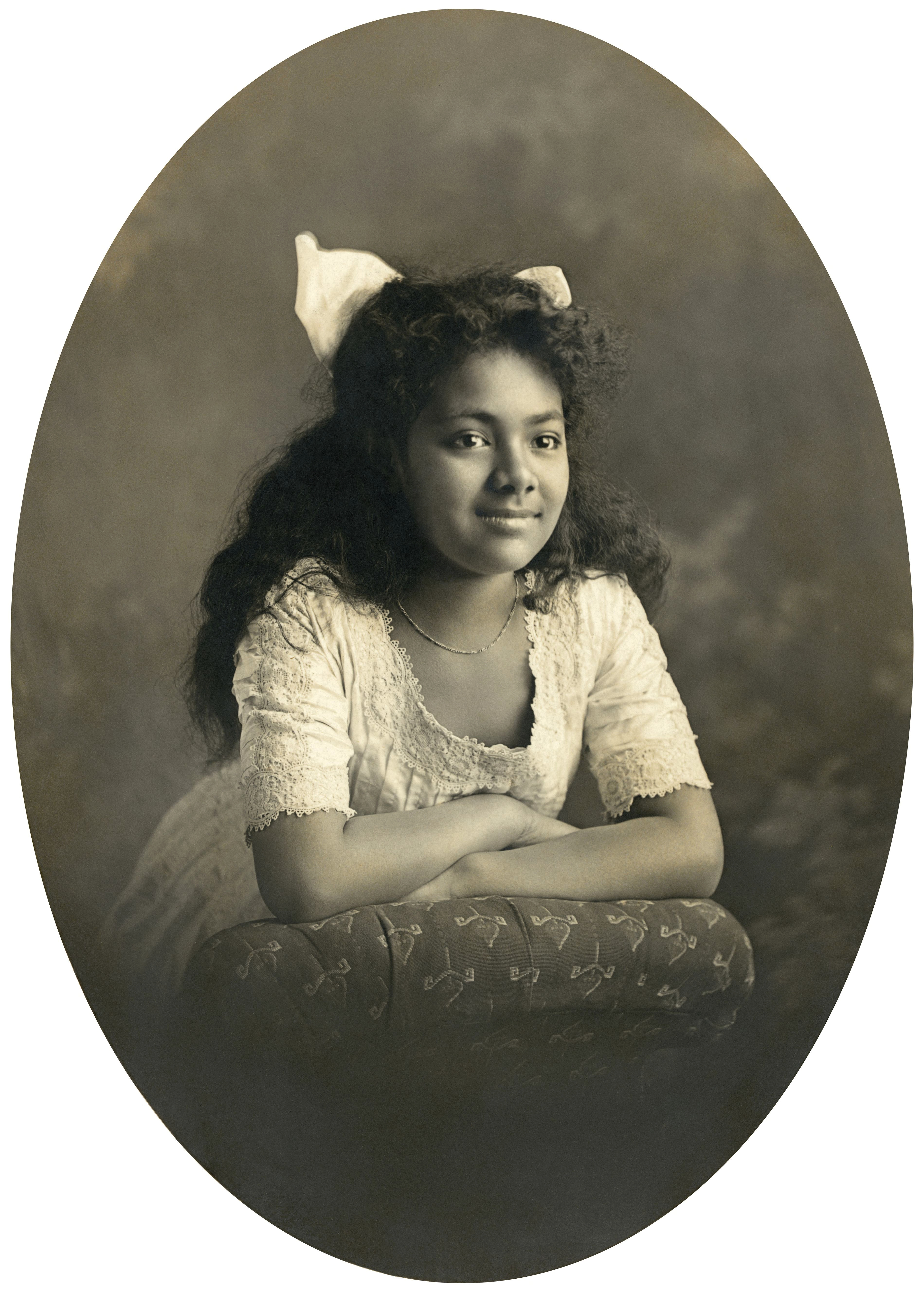
Салоте Тупоу
в детстве (1908)

## Награды
- 1932 — Дама-Командор ордена Британской империи (англ. Dame Commander of the Order of the British Empire; DBE)
- 1945 — Дама Большого Креста ордена Британской империи (англ. Dame Grand Cross of the Order of the British Empire; GBE) (высшая степень ордена)[6]
- 1953 — Дама Большого Креста Королевского Викторианского ордена англ. Dame Grand Cross of the Royal Victorian Order; GCVO)
- 1965 — Дама Большого Креста Ордена Святого Михаила и Святого Георгия(англ. Dame Grand Cross of the Order of Saint Michael and Saint George; GCMG)